# Municipio de Vine Prairie
El municipio de Vine Prairie (en inglés: Vine Prairie Township) es un municipio ubicado en el condado de Crawford en el estado estadounidense de Arkansas. En el año 2010 tenía una población de 422 habitantes y una densidad poblacional de 10,73 personas por km².

## Geografía
El municipio de Vine Prairie se encuentra ubicado en las coordenadas 35°29′12″N 94°6′31″O / 35.48667, -94.10861. Según la Oficina del Censo de los Estados Unidos, el municipio tiene una superficie total de 39.34 km², de la cual 37,2 km² corresponden a tierra firme y (5,44 %) 2,14 km² es agua.

## Demografía
Según el censo de 2010, había 422 personas residiendo en el municipio de Vine Prairie. La densidad de población era de 10,73 hab./km². De los 422 habitantes, el municipio de Vine Prairie estaba compuesto por el 97,16 % blancos, el 0,71 % eran amerindios, el 0,47 % eran asiáticos, el 0,24 % eran de otras razas y el 1,42 % eran de una mezcla de razas. Del total de la población el 0,47 % eran hispanos o latinos de cualquier raza.